# Kostel svatého Vojtěcha (Libeň)
Kostel svatého Vojtěcha v Praze 8-Libni je dřevěná secesní sakrální stavba z let 1904 až 1905 od architekta Emila Králíčka, který pracoval v projekční kanceláři stavitele Matěje Blechy. V současnosti slouží římskokatolické církvi, je kostelem farním (Římskokatolická farnost u kostela sv. Vojtěcha Praha-Libeň – IV. pražský vikariát). Kostel stojí v těsném sousedství Libeňské sokolovny v ulici U Meteoru.

## Fotogalerie

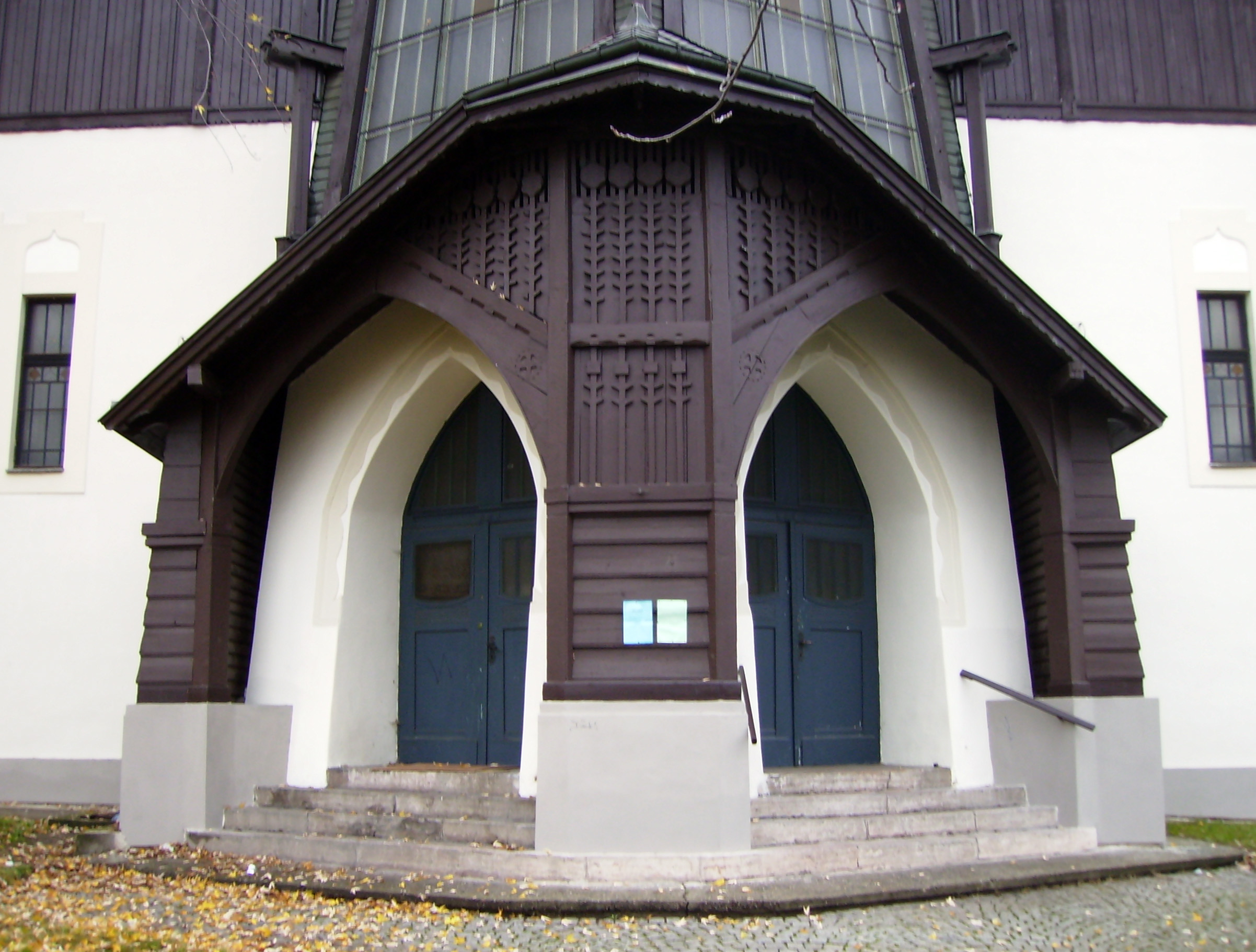
Vchod do kostela sv. Vojtěcha
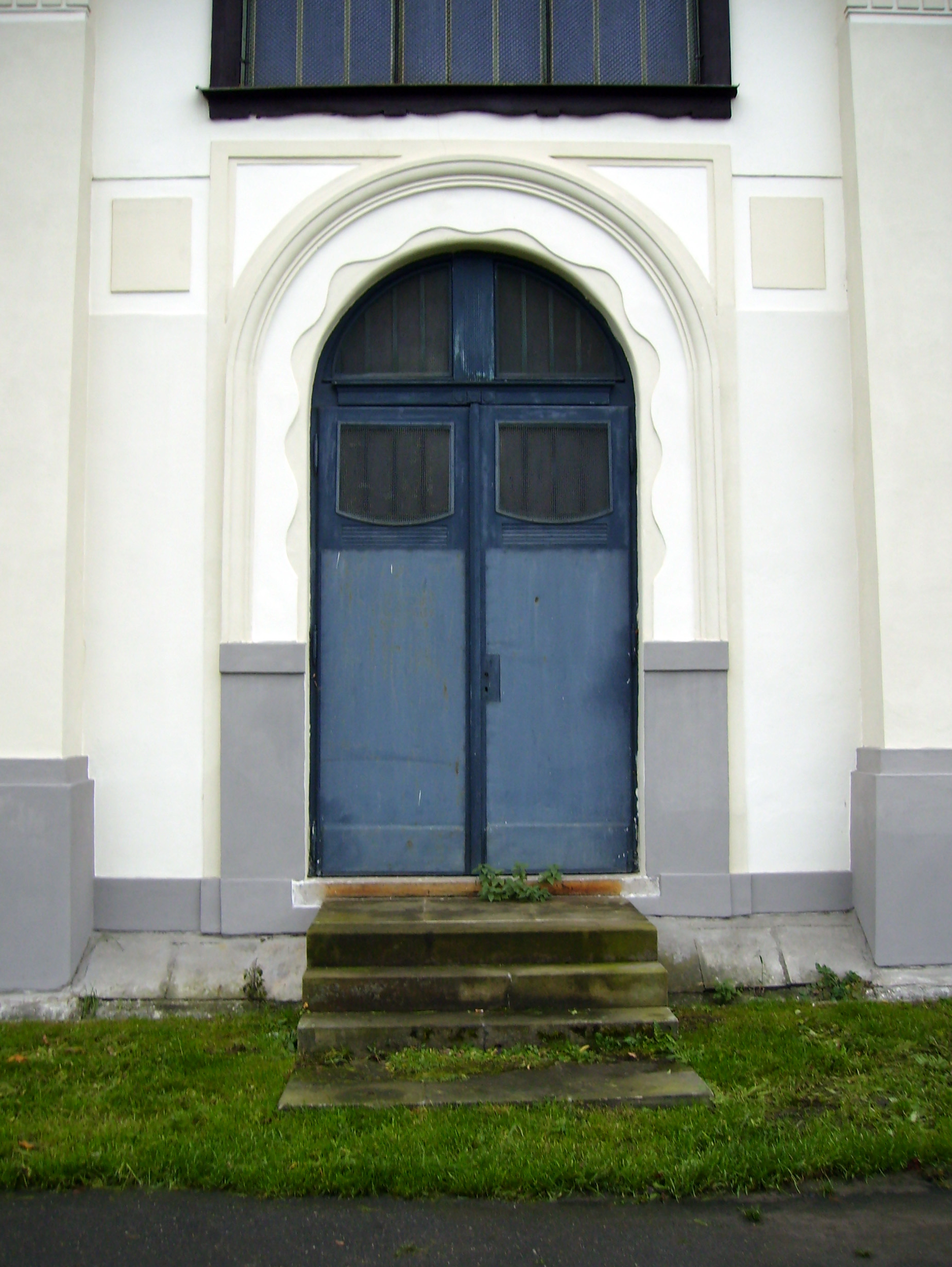
Postranní dveře kostela